# Nuno Pais de Azevedo
Nuno Pais de Azevedo "o Vida" (c. 1100 - ?) foi um nobre do Condado Portucalense, exerceu o cargo de Alferes-mor do Conde D. Henrique de Borgonha, infante da Borgonha

## Biografia
Foi o 9º senhor do Couto de Azevedo e o Sexto neto, por varonia, de D. Arnaldo Eris de Baião, importante figura da Proto-história do Condado Portucalense que viveu no ano de 950 e foi o 3º Senhor de Baião, o 2º Senhor da Casa e Solar de Azevedo.

## Relações familiares
Foi filho de D. Paio Godins de Azevedo (1060 - ?) e de D. Gontinha Nunes Velho (? - 1108) também denominada como Maria Martins, filha de D. Nuno Soares Velho e de D. Ausenda Todereis.
Casou com Gontinha Nunes, de quem teve:
1. Gontinha Nunes de Azevedo, casada por duas vezes, a primeira com D. Raimundo Garcia de Portocarreiro, que o fundador da família Portocarreiro em Portugal[4][5] e a segunda com D. Gomes Ramires Carpinteiro.
2. Ouruana Nunes casada com Rui Gonçalves da Cunha.